# Wallmoden (Adelsgeschlecht)

Wappen derer von Wallmoden

Wallmoden ist der Name eines alten niedersächsischen Adelsgeschlechts aus dem Bistum Hildesheim. Der Stammsitz Alt Wallmoden gehört heute zur Gemeinde Wallmoden im Landkreis Goslar in Niedersachsen. Zweige der Familie bestehen bis heute.

## Geschichte
Das Geschlecht trat bereits in der zweiten Hälfte des 12. Jahrhunderts auf. Der erste nachweisbare Angehörige war Tidelinus von Walmoden (Thedel), der am 3. Juni 1154 urkundlich erscheint. Ein Eschwin von Wallmoden wurde 1181 urkundlich erwähnt.
Tempelritter Aschwin von Wallmoden erhielt 1307, nach der Auflösung des Templerordens durch Papst Clemens V., die Herrschaft Heinde als Lehen des Hildesheimer Bischofs. Durch Heirat und Erbgang konnte der Grundbesitz bedeutend vermehrt und bis in das 19. Jahrhundert behauptet werden. Die Heirat Hennings von Wallmoden (1335–1393) mit Agnes von Hallermund führte zum Zusammenschluss der beiden Herrenhöfe in Heinde.
Thedel von Wallmoden († 1529), Stadthauptmann von Goslar, war der Stammvater der beiden Hauptlinien des Geschlechts.

### Ältere Linie

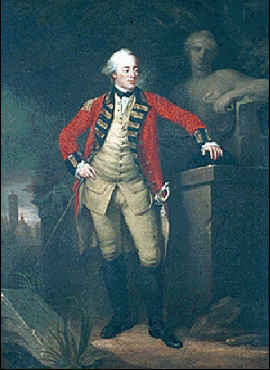
Graf Johann Ludwig von Wallmoden-Gimborn (1736–1811)

Zur älteren Linie auf Heinde (auch Oberhaus genannt) gehörte Johann Ludwig von Wallmoden-Gimborn, der offiziell und nominell ein Sohn des Adam Gottlieb von Wallmoden (1704–1752) und seiner Ehefrau Amalie Sophie von Wendt war, tatsächlich aber ein natürlicher Sohn von deren Liebhaber, König Georg II. von Großbritannien, Kurfürst von Hannover, der seine Mätresse zur Gräfin von Yarmouth erhob. Johann Ludwig erbte Heinde und erwarb zudem 1782 vom Fürsten zu Schwarzenberg die Reichsherrschaft Gimborn in Westfalen. Er wurde von Kaiser Joseph II. am 17. Januar 1783 zu Wien unter dem Namen Wallmoden-Gimborn und mit entsprechender Wappenbesserung in den Reichsgrafenstand erhoben. Gleichzeitig erlangte er Sitz und Stimme im westfälischen Reichsgrafenkollegium und damit die Reichsstandschaft. Er diente dem Haus Hannover als Oberbefehlshaber der kurhannoverschen Armee und ließ sich im Georgengarten in Hannover-Herrenhausen 1782 das Wallmoden-Palais errichten. Die Grafschaft Gimborn wurde 1806 an das Großherzogtum Berg mediatisiert. Nach dem Tode des Grafen 1811 verkauften die Erben 1813 den entlegenen Besitz wieder. Von den Söhnen des Grafen starb als letzter Karl August Ludwig Graf von Wallmoden-Gimborn, k.u.k. geheimer Rat, am 26. Februar 1883 in Prag. Er hatte 1843 das Heinde benachbarte Gut Walshausen erworben. Die gräfliche Linie „welfischer Bastarde“ ist mit ihm erloschen. 
Beide Güter fielen im Erbgang an die verwandten Grafen von Kielmannsegg, die sie bis heute besitzen. Als Nachfahren der Sophia Charlotte Freifrau von Kielmannsegg, geb. Gräfin von Platen-Hallermund, einer unehelichen Tochter des Kurfürsten Ernst August von Hannover (1629–1698) und dessen Mätresse Gräfin Clara Elisabeth von Platen, sind diese ebenfalls Nachkommen außerehelicher Welfensprösslinge.  

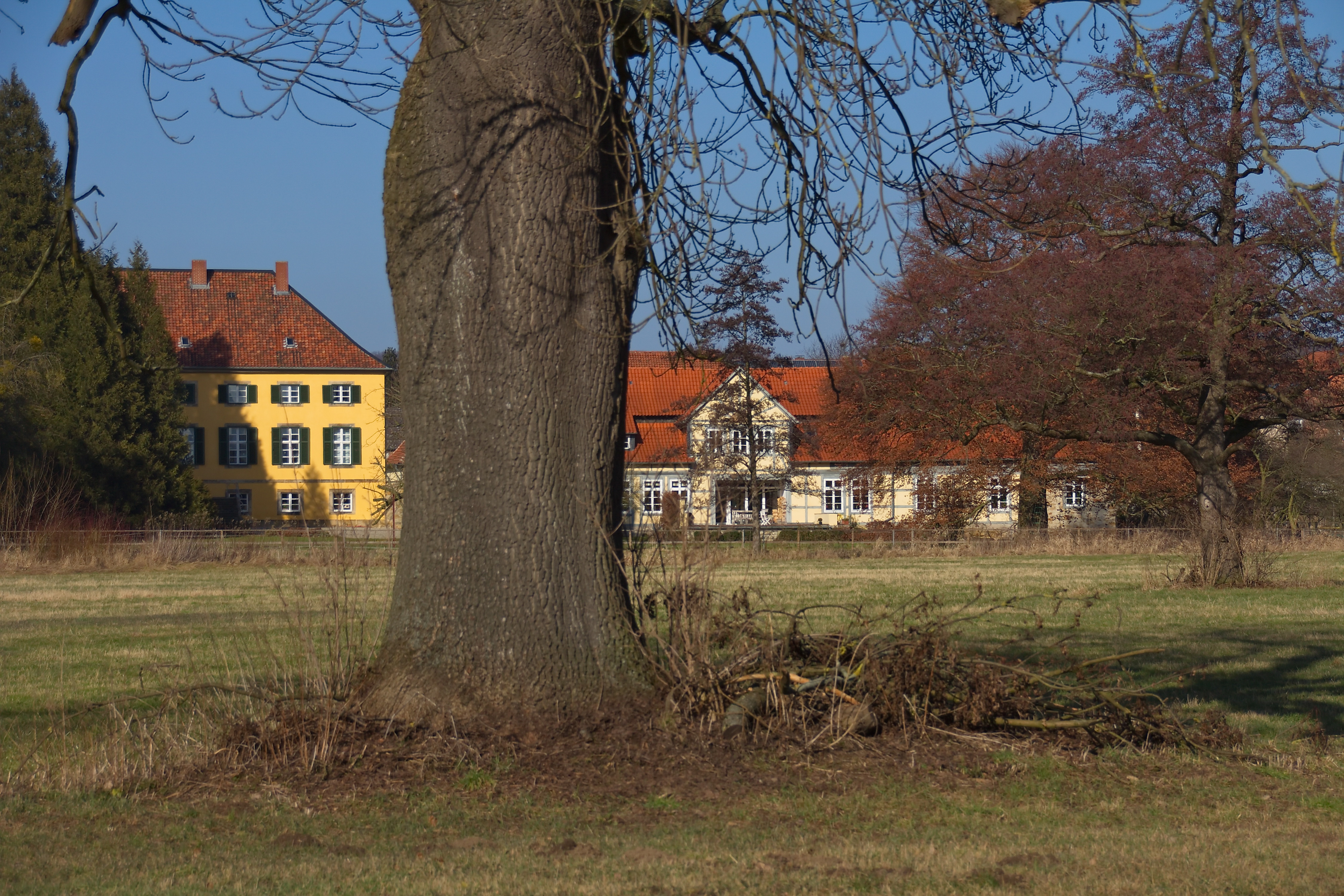
Rittergut Heinde bei Hildesheim
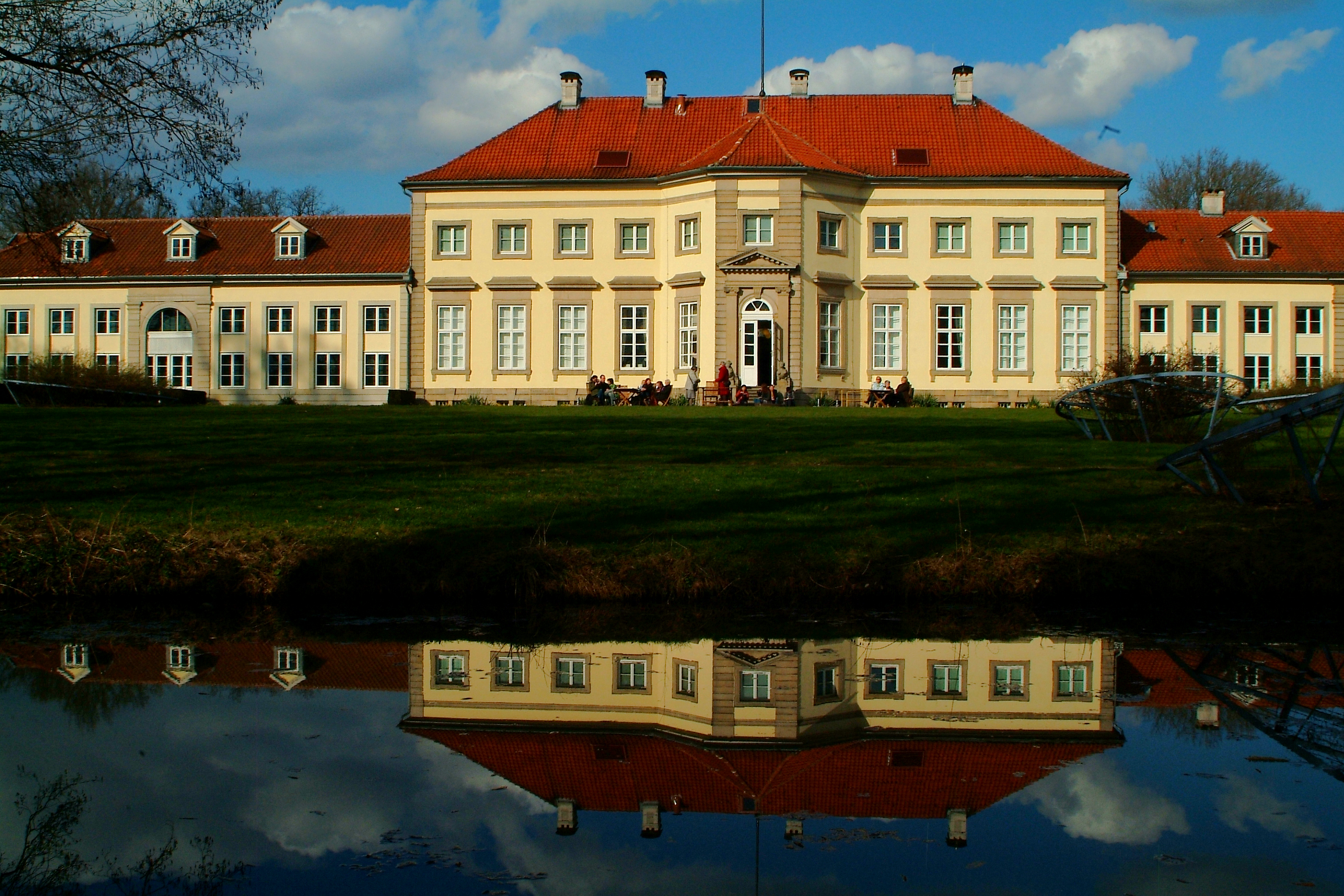
Wallmoden-Palais im Georgengarten, Hannover
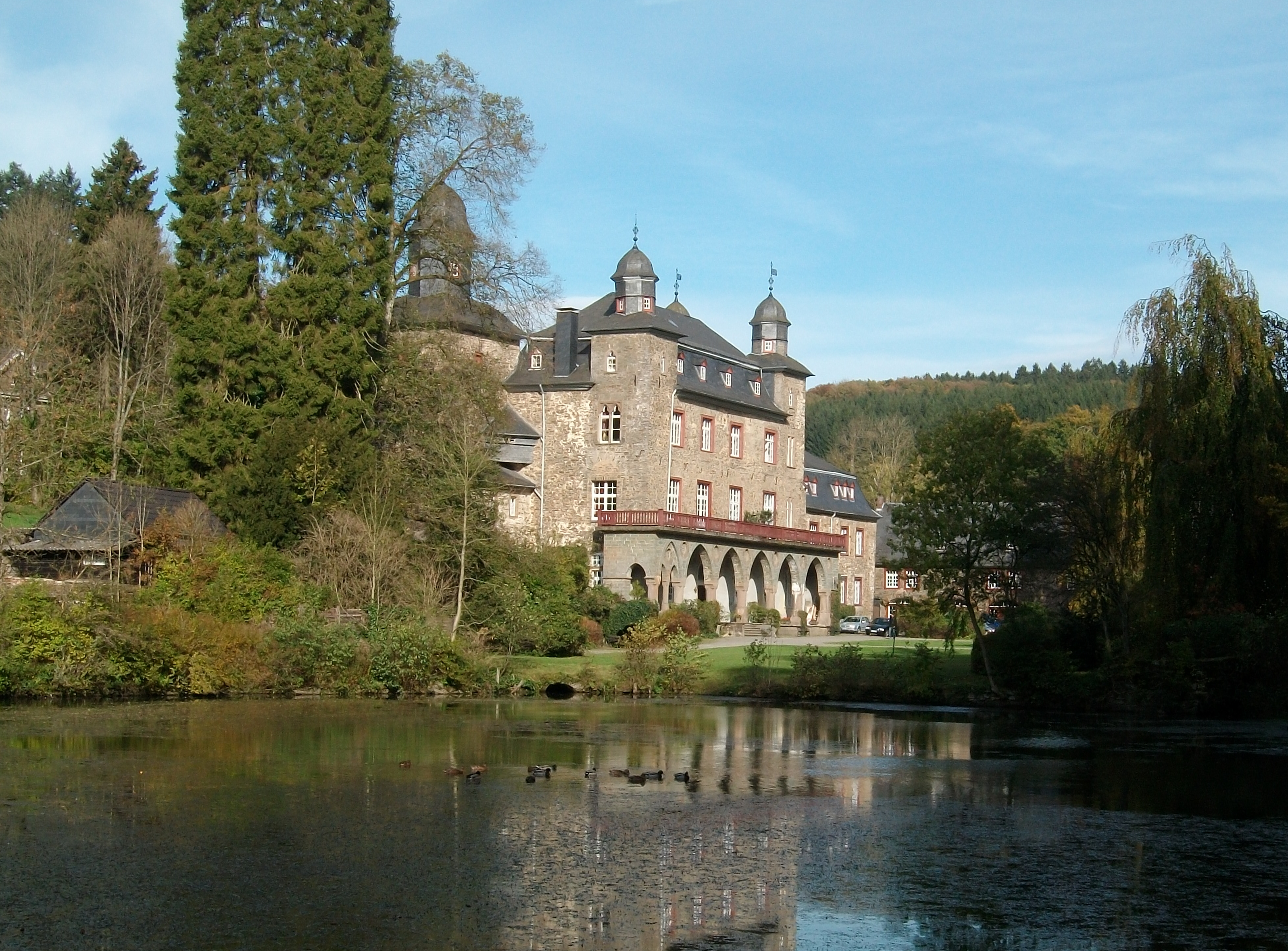
Schloss Gimborn, Bergisches Land

### Jüngere Linie
Die jüngere Linie auf Alt Wallmoden (auch Unterhaus genannt) konnte das Eigentum des Stammsitzes, zeitweilig als Fideikommiss, bis heute behaupten. Auch der Leitname Thedel ist bis heute üblich.

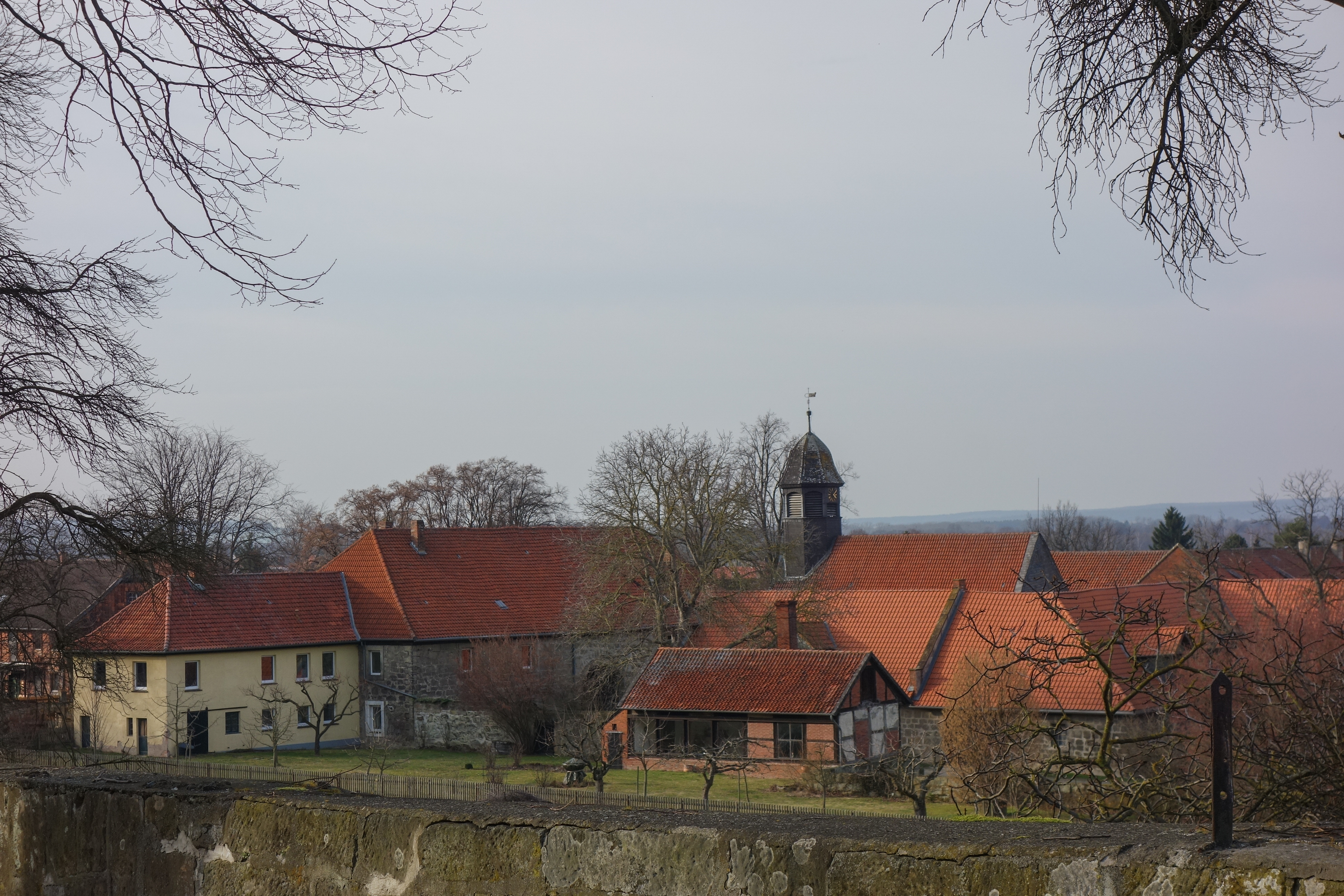
Gut Alt Wallmoden

## Wappen
Das Stammwappen zeigt in Gold drei (2:1) steigende, schwarze Steinböcke. Auf dem Helm mit schwarz-golden Helmdecke, zwei mit goldenem Band umwundene, schwarze Steinbockhörner.

## Gedicht über Thedel von Wallmoden
Im 16. Jahrhundert bearbeitete unter dem Titel Thedel von Wallmoden der Lehrer Georg Thym eine Variante der Sage Heinrichs des Löwen als einem erfundenen Ahnherrn Anfang des 12. Jahrhunderts und seinen angeblichen Abenteuern gewidmete Familienchronik. Der Erstdruck erfolgte in Magdeburg 1558. Die Reimchronik wurde herausgegeben von Paul Zimmermann 1887 und Andrea Schindler 2020.

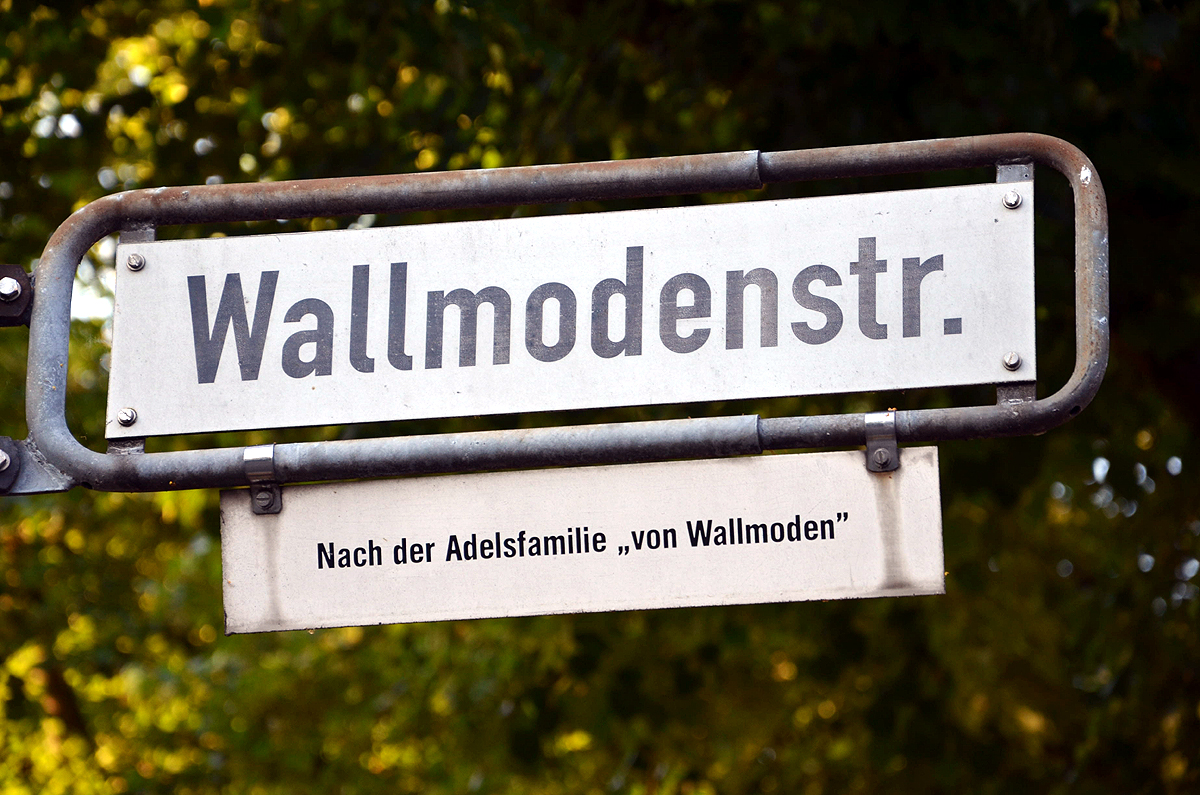
Die Wallmodenstraße in Hannover

## Bekannte Familienmitglieder
- Amalie Sophie von Wallmoden (1704–1765), Mätresse d. britischen Königs Georg II.
- Johann Ludwig von Wallmoden-Gimborn (1736–1811), hannoverscher Generalleutnant
- Karl von Wallmoden-Gimborn (1792–1883), k. k. General d. Kavallerie u. letzter Vertreter d. Grafen Wallmoden
- Ludwig von Wallmoden-Gimborn (1769–1862), österreichischer General der Kavallerie
- Thedel Friedrich von Wallmoden (1725–1788), dt. Jurist und Richter
- Thedel von Wallmoden (1859–1891), Fideikommissherr, Vorfahre der jetzigen Fam., auf Wallmoden[3]
- Thedel von Wallmoden (* 1958), Verleger

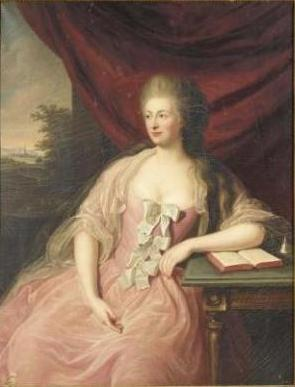
Amalie Sophie von Wallmoden
Johann Ludwig von Wallmoden-Gimborn
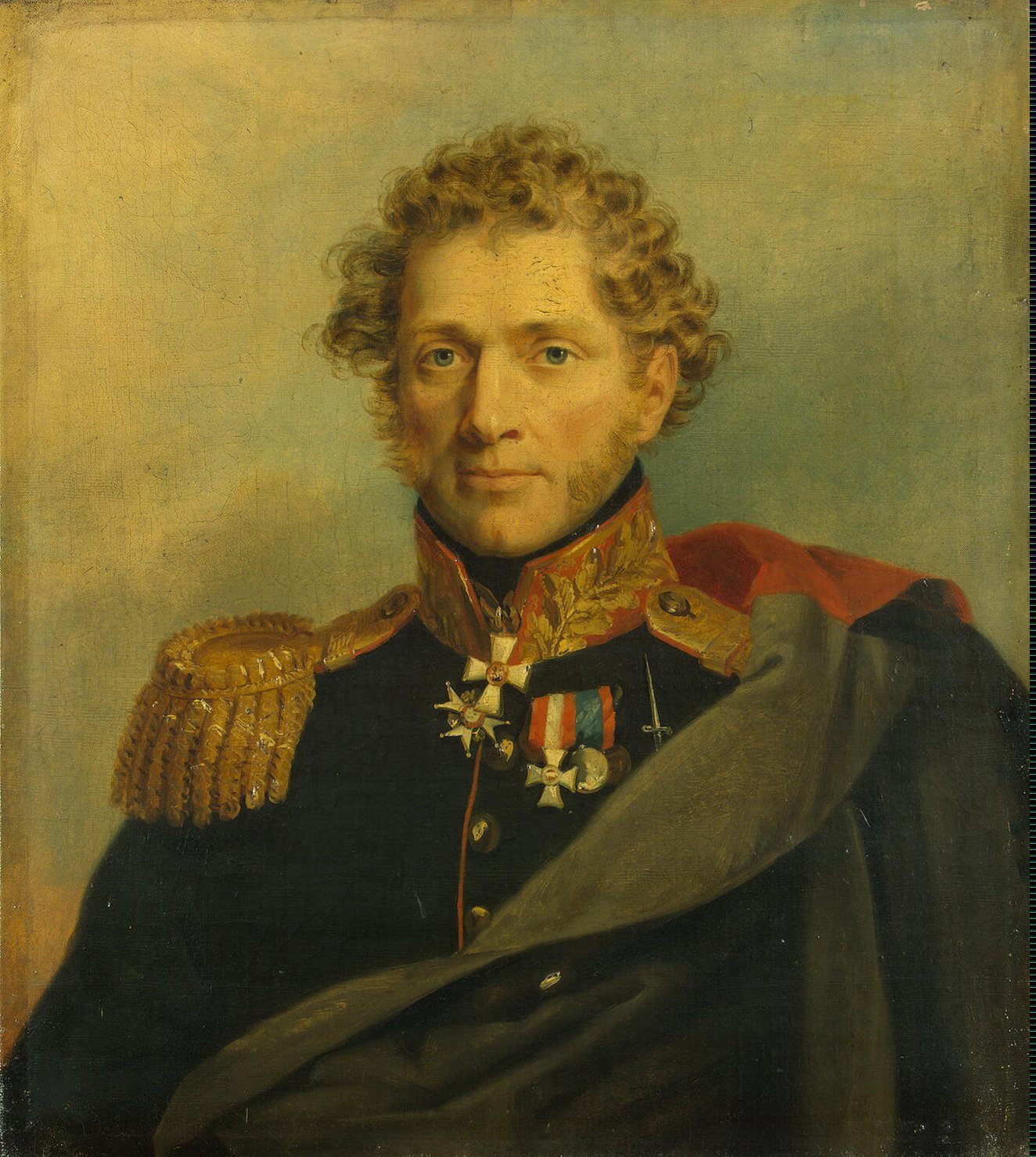
Ludwig von Wallmoden-Gimborn